# ボグド・ハーン政権

大モンゴル国
ᠣᠯᠠᠨ᠎ᠠ
ᠡᠷᠭᠦᠭᠳᠡᠭᠰᠡᠨ
ᠮᠣᠩᠭᠣᠯ
ᠤᠯᠤᠰ　Их Монгол улс

国歌: 百両の諾足の騾馬

ボグド・ハーン政権（ボグド・ハーンせいけん）は、1911年から1924年まで断続的にモンゴルを支配した政権。国号を大モンゴル国（モンゴル語：ᠣᠯᠠᠨ᠎ᠠ
ᠡᠷᠭᠦᠭᠳᠡᠭᠰᠡᠨ
ᠮᠣᠩᠭᠣᠯ
ᠤᠯᠤᠰ、モンゴル語: Олноо Өргөгдсөн Монгол улс）と称し、中国名は大蒙古國（拼音: Dà Měnggǔ Guó）。活仏ジェプツンダンバ・ホトクト8世（ボグド・ハーン）を皇帝（ハーン）として戴いた君主国。

## 歴史

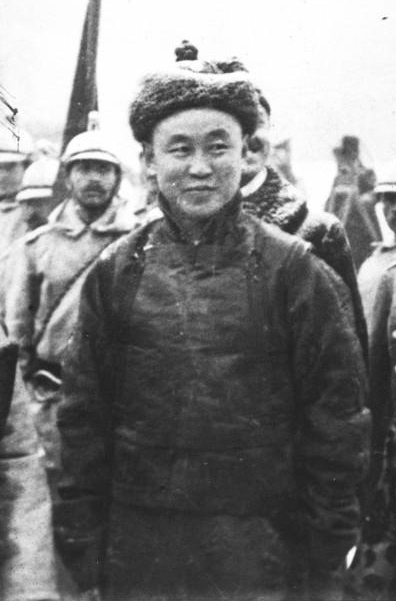
トグス・オチリン・ナムナンスレン

20世紀に入ると、欧米列強の植民地主義に圧倒され、清朝の衰退が顕著になっていた。そんな中、かねてより清の統治に不満のあった外蒙古諸王公は清朝からの分離独立を模索していた。1911年10月、辛亥革命によって清の実効統治が急速に弱体化すると、外モンゴルのハルハ地方の諸王侯はロシア帝国の力を頼って清からの独立を決意した。同年12月、モンゴル最高の活仏であるジェプツンダンバ・ホトクト8世を清朝皇帝に代わる君主としてボグド・ハーンに推戴する儀式が挙行された。
こうして誕生したボグド・ハーン政権は、1913年には、同じく清朝からの独立運動を展開していたチベットとの間で相互承認条約を締結した。ボグド・ハーン政権の統治機構は清朝のそれをほぼ承継し、速やかな政府構築を行なった。また、内蒙古では諸王公の多くが1912年にはボグド・ハーンに帰服したため、南部境域安撫大臣を設け、1913年1月にはモンゴル軍を派遣し、一時はその大部分を制圧したが、政権の後ろ盾であるロシア帝国が中華民国北京政府との関係悪化を懸念し、モンゴル軍の内蒙古からの撤退を要求したため、断る術の無いボグド・ハーン政権は国土統一を目前にして撤収を余儀無くされた。
1915年、キャフタ条約で中国の宗主権下での外蒙古は自治のみが承認された。内蒙古でも独立を目指す動きが見られたが、内蒙古の大半の地域が漢民族居住地になっており、中国は内蒙古を手放そうとしなかった。また、漢民族が主体の内蒙古を併合することで政権の主導権を奪われることを恐れたモンゴル人の思惑もあり（既に内蒙古では、漢族がモンゴル族の5倍近い人口となっており、内蒙古をモンゴル領とした場合、モンゴル族より漢族の数の方が多くなってしまう可能性があった）、内外蒙古の合併は実現しなかった。
1917年、ロシア革命が勃発して外モンゴルの後ろ盾だったロシア帝国は崩壊したため、首相のトグス・オチリン・ナムナンスレンは中国からの防衛を要請するために赤軍と接触するも失敗し、1919年には中国軍が侵攻してモンゴル人国家は一時的に崩壊し、外モンゴルは中華民国の統治下に入った。
しかし、1920年に赤軍との内戦を行っていたウンゲルン率いる白軍がモンゴルへ侵入して中国軍を駆逐、ボグド・ハーン政権を復興させた。その後、ウンゲルンの残虐な行動に人心が離反していく中、民族主義者、社会主義者はモンゴル人民党（後のモンゴル人民革命党）を結成し、独立国家樹立のためロシア帝国の後継国家であるロシア・ソビエト連邦社会主義共和国に援助を求めた。これに応じた赤軍および極東共和国軍はモンゴルに介入して白軍を駆逐し、1921年7月、ジェプツンダンバ・ホトクト8世を君主として戴くモンゴル人民政府が樹立された。この革命にはナヴァーンネレンといったモンゴル王公らも賛同した。新生モンゴルは立憲君主国として出発し、ソビエト連邦の強い影響下で国家運営が行われた。
しかし、1924年にジェプツンダンバ・ホトクト8世が死去するとモンゴル人民政府は君主制を廃止し、政治体制を人民共和国へと変更してモンゴル人民共和国が成立した。ソビエト連邦に次ぐ世界で2番目の社会主義国となったモンゴルは、その後ソビエト連邦と歩調を合わせ、その衛星国となった。

## 政府

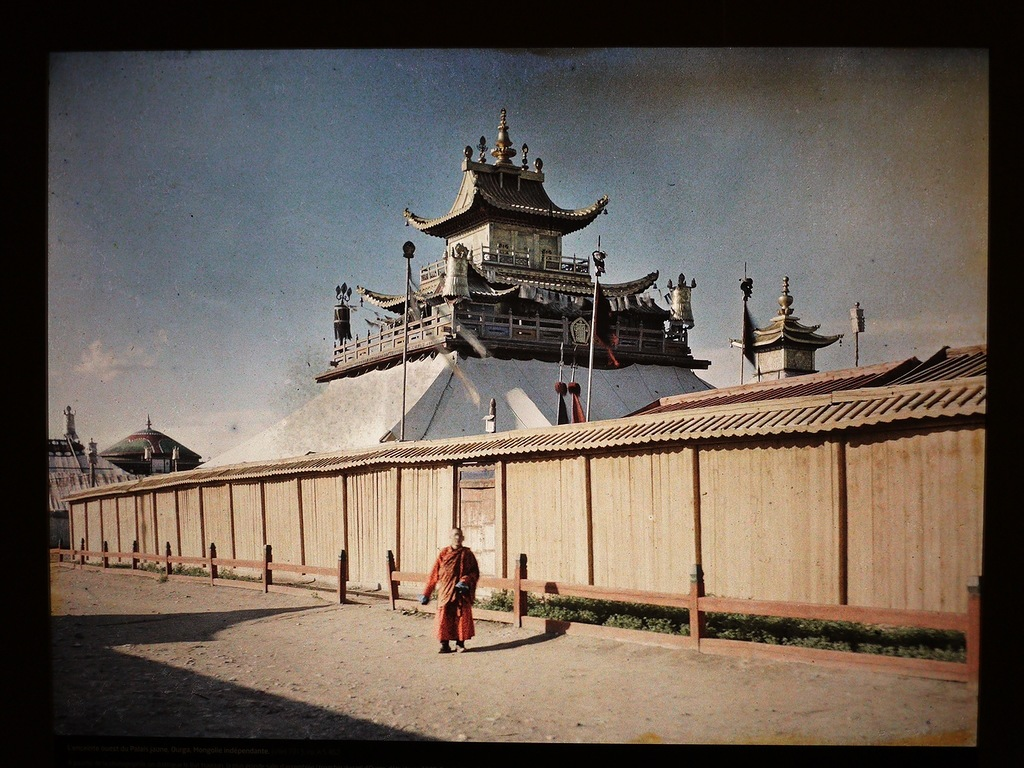
ウランバートルの移動式仏教寺院（1913年）着色写真

ボグド・ハーンの玉璽

モンゴル人は2世紀にわたる清の統治を経て独立を回復し、チベット仏教の神権政府を採用し、内務·外務·軍務·財務·法務の5省を設置した。1912年7月に首相職が設置され、モンゴル王公トグス・オチリン・ナムナンスレンが任命された。
ボグド・ハーン政権はハルハ4部、ホブド参賛大臣の管轄下オイラト諸部、ダリガンガ牧場を支配した。しかし、モンゴル政府による内蒙古とその他の地域の統一計画は、中華民国（袁世凱政権）とロシア帝国の反対を受けた。1915年に中国、ロシア、モンゴルの間で締結された条約により、ボグド・ハーン政権の統治地域は外モンゴルに限定された。
1921年の革命後、封建領主（外藩）と仏教勢力は徐々に排除され、共産主義者が率いるモンゴル政府が樹立した。
1921年11月5日にロシア・モンゴル友好条約が締結された。その後、ロシアとモンゴルは正式に国交を樹立し、モンゴルは極東におけるソ連の重要な同盟国となった。

## 関連研究
- 20世紀初頭におけるモンゴル・中国関係史の研究 KAKEN 科学研究費助成事業